# 王様のレストラン
『王様のレストラン』（おうさまのレストラン）は、1995年4月19日から7月5日まで毎週水曜日21:00 - 21:54に、フジテレビ系「水曜劇場」枠で放送されていた日本のテレビドラマ。脚本は三谷幸喜。主演は九代目松本幸四郎。

## あらすじ
原田禄郎は父親の死で突然、フレンチレストラン「ベル・エキップ」の若きオーナーになった。レストランにはシェフ磯野しずか、バーテンダー三条政子、禄郎とは腹違いの兄で総支配人の水原範朝ら若者たちが、なんとなく働いていた。そんな若者たちの前に、揺るがぬ情熱と厳しいプロとしての生きざまを持つ一人の男、千石武が現れる。千石は、今でこそ給食センターで働いているが、若き日にはフランスで修業したこともある有能なギャルソンだった。頑固で厳格、プライドも高く、一時はその名を響かせたこともあったがある日その姿を消していた。客も来ず赤字続きで潰れかかったフレンチレストランの再建を目指し、千石に触発された若者たちの奮闘する様子が、シニカルで痛快な人情味いっぱいの人間ドラマとして展開される。

## 登場人物

### ベル・エキップ
千石 武〈52〉 / ギャルソン（給仕）
演 - 九代目松本幸四郎（現：2代目 松本白鴎）
初代オーナー時代のベル・エキップで働いていた経験を持つ、伝説のギャルソン。禄郎に懇願されて戻るまでは、給食センターで働いていた。かつての活気に満ちたベル・エキップを取り戻すべく、表面上分からぬよう様々な改革案を実行に移していくが、「あと一歩で一流のレストランになる」と考えたところで稲毛の処遇をめぐり禄郎と意見が対立。しかし、しずかの一言により、自分の考え方が自らの意に沿わぬ者を相次いでクビにした初代オーナーと同じであることに気付かされ、突如予告もなく店を去る。
復帰した当初は、「腰は低いくせに、態度はでかい」と言われ、従業員たちに嫌われていた。思慮深く明晰ではあるが、ギャルソンに関係のない知識については、世間知らずな一面もある（EUについて知らなかった、恋愛に関する女性の心理に疎いなど）。好きなお菓子はモンブラン。好きな曲はつのだ☆ひろの「メリージェーン」。星座は双子座。口癖は「素晴らしい！」。
原田 禄郎〈24〉 / パトロン（オーナー）
演 - 筒井道隆（子供の頃：大江壮陽）（第3話）
初代オーナーの愛人の息子。範朝の腹違いの弟。遺言で突然パトロンになる。天然気味で少しお坊ちゃん的な性格だが、自分の考えを主張する所は、ちゃんと意見する。人がいいのが取り柄のような人物。かつては商社の経理部員だった。その能力を活かし従業員のクビを切らずにコスト削減を達成しており、その後は徐々に従業員に信頼される様になった。他人の色恋沙汰に鈍感で、兄の範朝と政子が愛人関係である事に気が付かず、政子を好きになっていた。癖は考え事をするときに唇をいじる事、趣味は電動玩具集めで、兄である範朝も同じ癖と趣味を持つ。たった1人の身内である兄・範朝の事は大事に思っている。なお、『古畑任三郎（第2シリーズ）』（第24回）に出てくる華道家の二葉鳳翆（山口智子）とは知人であるらしく、彼女の発表会会場のロビーに「原田禄郎」と書かれた花が置かれている。
磯野 しずか〈30〉 / シェフ・ド・キュイジーヌ（料理長）
演 - 山口智子
新潟県出身。初代オーナーが病気になった時にスー・シェフとして雇われ、初代オーナーの死後そのまま昇格した。特にやる気はなかったが、以前パリに住み、客として3年通い続けた"L'Ambroisie"の「サーモンの臓物パイ」の味を見事に再現したその潜在能力に気づいた千石が、彼女の眠っていた才能を開花させていく。後日、EU代表の口利きで、パリの有名店「マール・オ・ヴュペール」に引き抜かれそうになる。味覚を大事にする仕事でありながら千石が戻って来た当初はタバコを吸っていたが、千石が一旦店を去る頃には、料理人として舌が台無しになるという理由で禁煙し、稲毛（後述）が喫煙しようとした際に止めすらしている。「私の心の支え」と公言するほどの橋幸夫（ただし若い頃に限られる）の大ファンで、いつもウォークマンで彼のリズム歌謡を聴いている。なお、ドラマの最終回で橋幸夫が本人役で来店して、他の従業員から「あれ、橋幸夫じゃない？ホンモンだよ!!」と言われ喜んで自ら橋のテーブルに挨拶しに行くが、間近で顔を見ると戻ってきて「あれは橋幸夫じゃない!」と言って、他の従業員も「他人の空似」ということで納得してしまった。時々フランス語を使うが、本人曰く「日本人にしか通じないフランス語」でクセが強い発音である。
三条 政子〈28〉 / バルマン（バーテンダー）
演 - 鈴木京香
獅子座。AB型。範朝の行きつけのクラブのホステスだったのを範朝が引き抜いた。範朝の愛人だったが関係が悪化、別れ話がこじれて自棄になり、店を辞めるつもりで、ワイン蔵にあったシャトー・ラトゥール、オー・ブリオン、ロマネ・コンティを飲み、3カ月間タダ働きになる。その後復縁し、最終話の時点ではマダムとして接客にあたっている。はじめのうちはしずかと険悪な関係であったが、梶原の見栄により2人が梶原のフィアンセとして紹介されたり、日本とEUとの食事会でのしずかの作った料理に対する両代表の態度に政子が激怒し叱りつけたことなどがきっかけで良好な関係に。デザートのアイスが、誰も手をつけようとしないまま溶け出してきて、怒った政子が「『早く食べなさい！』ってフランス語でなんて言うの?」とその場で千石から教わり"Alors, mon bébé. Ta bouche ne marche pas"（フランス語の本当の意味は、千石が後で明かした通り「坊や、お口動いてまちぇんよ」という母親が幼児にご飯を急かす時の言葉）と繰り返し言ってEUのコンスタンタン大使を叱りつけた（ついでに、日本代表の猿渡にも、「そこのあんたも、早く食べなさい！」とどやしつけている）。また、EU大使の件がきっかけで、フランスの雑誌"LE TEMPS"の表紙に「ヨーロッパ経済を救った女」というタイトルで笑顔の写真が掲載された。本人曰く「愛人顔」。
水原 範朝 / ディレクトール（総支配人）
演 - 西村雅彦
禄郎の腹違いの兄。大学を8年かけて卒業後、卒論の盗作がバレて退学（除籍）処分に。歌手デビューしレコード（「下り坂」 B面「無縁仏」）を出すが、312枚しか売れず、オーナーシェフだった父親から引き継いだ店をすぐに傾かせた挙句、カラーひよこ（妙な器具にカラフルな卵が入っていて、説明書には「青の卵からは青のひよこが生まれる」というように書かれている。しかし、それを見た他の従業員からは「これ絶対卵に色が塗ってあるだけじゃないの?」と言われるが耳を貸さなかった）やベランダで飼える乳牛など、いかがわしいビジネスに店の金までつぎ込もうとする。時々やる気を見せるが、あまり役に立ったことはなく、むしろ周囲にとって迷惑な結果になってしまうことが多い。ナレーションによると決して「いい男」ではないが、小動物を愛し、ペットのひよこにアリサという名前をつけて可愛がっている（これは脚本の三谷が観月ありさが大好きな為、自分で名付けた）。最初の妻（第10話の時点で離婚成立、家を追い出された）との間には実朝（さねとも）という息子がいる。政子とはなんだかんだで愛人関係を続けていたが、最終話の時点では結婚している。大学で中国語を選択していたため、簡単な中国語（広東語）で挨拶ができる。梶原の別れた女房と息子が来店した時に梶原が見栄を張って「この店の総支配人をやっている」と言い出してしまい、急遽口裏を合わせるために本物の総支配人である水原は中国から来た「宋（と言う名の）支配人」としてこの中国語を使ってその場を乗り切ろうとした。
後年放送された『今泉慎太郎』のアバンタイトルで、今泉の宝物として福岡銘菓「ひよこ」が登場し、名前を「ありさ」と紹介する場面がある。
梶原 民生〈52〉 / メートル・ド・テル（給仕長）
演 - 小野武彦
1942年8月1日生まれ。山形県尾花沢市出身。千葉県千葉市在住で本籍は千葉県。
ギャルソンの責任者。一見、恰幅の良い紳士然としている。しかし実際には、料理の内容に疎かったり、予約客の名前を覚えていなかったりと、あまり役に立たない。
暇さえあれば女体の話ばかりし、店の片隅でスポーツ新聞のアダルト記事を読み漁り、気になった記事をスクラップしたファイルまで作っている、かなりスケベなおじさん。
そのうえ、この店に来て5年程度なのにもかかわらず、事情を知らない禄郎に対し、自分は初代オーナーから深く信頼されていた大ベテランだと語ったり、元妻と息子が店を訪ねて来た時や雑誌の取材を受けた時は、「総支配人（ディレクトール）」を名乗るなど、ほとんど詐称に近いことをしてまで虚勢を張りたがる。
一応特技は手品。
口癖のように使われている「かじわら、じゃなくて、かじはら」は同作品で稲毛役を演じた梶原善の名前の読み方から採ったものと思われる。
終盤で千石が失踪したときは、年長者として弱気になった店員たちをまとめ、鼓舞した。
稲毛 成志 / シェフ・パティシエ（菓子職人）
演 - 梶原善
平凡であるがゆえに自信を持てずにいるデザート担当。しずかに惚れているが、2度告白してともに振られた。最初に振られた時は店を2週間休み、サイババに会うためインドに行っていた。自信を持てないでいたところに雑誌にパティシエとしての腕を酷評され、千石にも「辞めるなら止めるつもりはありません」と言われた時は、動揺のあまり「GOOD BYE」を「GOOD BE」とケーキに誤記し失踪、ワイン倉庫に隠れていた。腕前については、しずかにも「スポンジケーキはちょっと粉っぽいし、ババロアは硬いし、ガトーショコラは艶が悪いしアイスクリームはざらつくし」と評されるレベルだったが、その後、千石を見返したい一心で修業し「フルーツのグラタン」を開発、千石に、やはり味については酷評されながらもその独創性を評価され号泣する。乙女座。コーヒーは飲まず、計量カップで牛乳を飲む。
大庭 金四郎 / ソムリエ
演 - 白井晃
山梨県甲府市出身。東京都杉並区在住。1957年5月21日生まれ。自分のソムリエとしての能力に自信を持っており、他の従業員とは一線を画したがる。誰をリストラするかの面接に臨んだ際には、メダルやトロフィーをずらりと並べ、「僕をクビには出来ないだろう」と言い切った。当初、千石のことを快く思っていなかった梶原たちにより「千石と禄郎には一切手伝いしないこと」とボイコットに半ば強引に参加させられた時にワインを取りに来た禄郎に咳払いで必要なワインの場所を教えたり（今度同じようなことがあった時のためにと咳払いの数でワインの棚の場所を教える暗号の解読方法を書いた紙を作成してあげた）、梶原が別れて暮らす息子に立派な父親像を見せるために一芝居うった時に最初は嫌がっていたが、イチャモンをつけに来た嫌な客の役を派手なメイク（禁酒法時代のマフィア風）を施して登場したり（が、準備している間に本物の嫌な客が来てしまい、梶原の見せ場が終わった後だった）と実は心優しい性格。特技は小粋なパーティージョーク。第11回国際ソムリエコンテストで"最優秀残念賞"を獲得。ワインについては勉強熱心だが自分の好みを客に押し付けたがる傾向がある。店のコーラス部の練習で、ひどい音痴であることが発覚した。仕事を放棄してワイン蔵にこもる禄郎・稲毛に対し、「仕事に対する意識が低すぎる」と叱りつけた。後に、バルマンも兼任するようになる。
和田 一 / コミ（食堂主任）
演 - 伊藤俊人
ギャルソンとしては敏捷な動きを見せ、千石からもその点は評価されている。
学生時代はコーラス部だったため、店のコーラス部では熱い指導をする指揮を務める。
直属の上司にあたる梶原と一緒にいることが多いが、彼のスケベ話には少しうんざり気味。
「8歳の時に父親が捕鯨に出たまま帰らぬ人となり、その後母親と2人暮らし」と面談の際に称していたが真偽は不明。
畠山 秀忠〈30〉 / スー・シェフ（副料理長）
演 - 田口浩正
乙女座のB型。料理人になった理由は「美味いものが好きなので、美味いものに囲まれていたいから」。調理学校卒。初代オーナーが倒れた後、しずか1人では大変という理由で急遽入った。店の残り物を食べたため、店に入ってわずか半年で12kgも太ったが、店が人員削減をする代わりにコストカットを行うことを決めた際以降は代金を徴収されるようになる。しずかをめぐって稲毛をライバル視している。稲毛に「メガネトド」と陰口を言われていた。何かあるとすぐにメモ帳に書き留めるメモ魔で、本人曰く「この店の人間関係は、全てここに書いてある」とのこと。ストレスがたまるとトランス状態になる。眠くなると全身がかゆくなるという特異体質。しずかの「びっくりムース」をまねて「もっこりムース」なるものを開発したが、試食したしずかに「あと10年頑張ってみよう」と突き放される。しずかにフラれた稲毛を慰めにワイン倉庫に来て、戻ろうとしたときに弾みで空のワイン樽にお尻からすっぽりとハマって抜け出せなくなったことがある。落ち込む稲毛を、「一緒に大きくなるんだ」「俺お前の事嫌いだけど、好きだ！」と励ましたり、千石に認められて号泣する稲毛と抱擁したりと、終盤は仲が良くなる。
佐々木 教綱 / プロンジュール（皿洗い）
演 - 杉本隆吾（松髙タケシ）
栃木県栃木市出身。東京都保谷市在住。1972年4月15日生まれ。陶器を作っていた父親の影響で、皿洗い好きになる。いつも地味に真面目に皿洗いをこなすが、かなりの頻度で皿を割っている。目標は「一流のプロンジュールになること」。当番で賄いを作ったときには、範朝に「なかなか美味いじゃないか」と誉められたが、最終話時点では畠山に炒め物の調理法で怒られ、「あと10年早い」と言われている。最終話終盤になって、千石からまだ何一つ教わっていない事が判明する。
なお、演じた杉本隆吾はその後、松高タケシに芸名変更した。演奏家、作詞・作曲から振付、脚本演出、映像作家としても活動している模様。彼はドイツ系クオーターである。
ジュラール・デュヴィヴィエ / ガルド・マンジェ（食材管理、オードブル担当）
演 - ジャッケー・ローロン
フランス人。東京都台東区浅草橋在住。1971年1月21日生まれ。道端のアクセサリー売りだったが、範朝の「1人ぐらいフランス人がいた方が箔が付く」という単純な考えで雇われた。千石が来る前は、用もないのに店内を歩かされていた時期もあったという。
日本語はあまり分からないため、千石とはフランス語で会話する。たまに「ガッテン ショウチノスケ」、「ゴメンナスッテ」、「気ニスルデナイ」など時代劇がかった日本語を使う。
ギターが得意。
EU大使が食事に手をつけようとすらしなかった時には、「オナジフランスジントシテハズカシイ、ナグッテクルヨ!」と殴りかかろうとしてSPの馬場に首根っこを掴まれ阻止された。
なお、演じたジャッケー・ローロンは、後に映画監督になったらしい（DVDのオーディオコメンタリーより）。
前オーナーシェフ
演 - 中村嘉葎雄
禄郎、範朝の父。千石とは大親友で、昔二人でフランスに修業に行き、帰国してフランス料理店「ベル・エキップ」のオーナー兼シェフとなった。天才的料理人でもあったが、天才であるがゆえに我侭で、自分の意に沿わない従業員を解雇し、千石が一旦店を離れる原因を作る事になった。範朝に店を任せた事を悔やみながら病死。遺言で愛人に生ませたもう一人の息子である禄郎に店を継がせる。
ナレーション
声 - 森本レオ
どんなシリアスな回であっても、ほのぼのした口調のナレーションは、番組を象徴するものだった。怪しげな名言の紹介から始まり「それはまた、別の話」と締めくくるナレーションが特徴であった（最終回のみ千石）。ベル・エキップの前途は多難だというナレーションをした際には、偶然通りかかった千石からカメラ目線で「勝負は始まったばかり、まだまだこれからですよ」と言われ、「それは失礼」と返した。

### ゲスト
第1話 「この店は最低だ」
失礼な客
演 - 金田明夫
ワインの注文を巡って大庭と押し問答になり、千石に「お客様は王様。だが王様の中には、首を刎ねられた奴も大勢いる」と言われて追い返された失礼な客。

第2話 「復活への第一歩」
代議士の奥さん達
演 - 島ひろこ、池田のり子、和智恵子、市川眞知子、尾崎ひろみ、金子早苗

第3話 「ヤメてやる、今夜」
禄郎の母
演 - 大鷹加代子
禄郎の母として写真で出演。

第6話 「一晩だけの支配人」
西谷 藤吉郎
演 - 森廉
梶原の息子。40歳を過ぎて生まれた一人息子であることから、梶原本人は可愛がろうとするが、初めて見た父親に当初は嫌悪感を示し懐こうとはしなかった。パラダイス金融の借金取りを気迫で追い返し、客の拍手喝采を浴びる父親を見て、初めて笑顔を見せる。
西谷 美代子
演 - 松本留美
梶原の前妻。会社社長と再婚することを梶原に告げるために来店した。ほかの従業員が口裏を合わせていることを知らない範朝から、梶原が食堂担当であることを聞かされるものの、見栄っ張りな嘘に付き合ってくれるほど梶原が仲間たちから信頼されていることを知り、安心して店を後にする。
借金取り
演 - 六平直政
範朝が金を借りていた「パラダイス金融」の借金取り（第6話、7話）。総支配人を装う梶原に詰め寄るが、「先輩にお客様は王様だと教わったが、王様の中には“腹を切らされた”奴も大勢いる。」と一歩も引かない梶原の気迫に押されて引き返す。その後、禄郎が肩代わりして借金を返済した事から、「うちも一応礼儀を重んじる会社だから」と菓子折りを持って範朝を訪ね、カラーひよこの容器を見て「絶対騙されてるよ」と忠告する。

第7話 「笑わない客」
猿渡大臣
演 - 村井国夫
政府経済開発委員会代表。電話では大阪弁で喋る。
犬丸
演 - 近藤芳正
猿渡の秘書。"普段から客があまりいない"という理由で、猿渡とEUのコンスタンタン大使（ジェロルド・マルテ）の食事会会場にベル・エキップを選んだ。ベル・エキップのスタッフに対しては横柄だが、猿渡に対しては腰巾着的に振る舞う。機嫌が良くなると、相手の体をパンパンと叩く癖がある。
馬場
演 - 野仲功
SPとして無表情で厨房に立っていたが、「柔道八段」の実力を活かし開かない瓶の蓋を開け、稲毛のデザートの完成に貢献する。全く手が付けられないまま下げられたしずかの料理をこっそり味見し、その美味しさから、帰り際に翌週水曜の午後7時に3名で来店の予約をしている。

第8話 「恋をしたシェフ」
迎えに来た人
演 - 藤村俊二
「マール・オ・ヴュペール」の面接を受けるしずかを「ただ呼びに来た人」。父の形見である運転手の帽子をかぶっていることから、従業員たちに運転手と間違えられ、「何てまぎらわしい人なんだ」と呆れられた。酒を飲むと、しきりに額にある「酔わないツボ」を押さえる。
運転手
演 - 久保亨
「マール・オ・ヴュペール」の運転手。

最終話 「奇跡」
本人役
演 - 橋幸夫
しずかに「全然違う」と言われる。
エキストラ（橋幸夫の後方の席で食事をする客）
演 - 坂井宏行、服部幸應
両者、しずかに料理の感想を聞かれ、坂井が「いいねー」、服部が「いやー素晴らしい」と答えるセリフがある。
謎の中国人
演 - 三谷幸喜
最終話の最後に謎の中国人としてカメオ出演。映画『あなただけ今晩は』でジャック・レモンが演じたX卿へのオマージュ。

## スタッフ
- 脚本 - 三谷幸喜
- 音楽 - 服部隆之
- フードコーディネート - 結城摂子
- 演出補 - 東海林秀文、小池哲夫、小山田雅和
- プロデューサー補 - 柴田圭子
- 企画 - 石原隆、斉藤秋水
- プロデューサー - 関口静夫
- 演出 - 鈴木雅之、河野圭太

## 音楽

### テーマ曲
- OP：Bon courage!! 〜勇気〜
  - 作曲・服部隆之「王様のレストラン オリジナル サウンドトラック」（1995年5月21日）
- ED：平井堅「Precious Junk」（1995年5月13日）

### 本編に登場する楽曲
- メリージェーン（第5話で千石がヘッドフォンで聞いていた曲。禄郎によれば、千石にカラオケで歌わせると絶品）
- 橋幸夫関連
  - 恋をするなら
  - 恋のメキシカンロック
  - 子連れ狼
  - すっ飛び野郎
  - 雨の中の二人（第7話でしずかがSPが厨房を監視する中、歌詞カードを見ながら歌っていた曲）
  - いつでも夢を
  - 恋のアウトボート（従業員一同で合唱する曲）

## 放送日程
連続ドラマ
| 各話                                                       | 放送日 | サブタイトル     | ミッシェル・サラゲッタのコメント                                      | 演出     | 視聴率 |
| ---------------------------------------------------------- | ------ | ---------------- | --------------------------------------------------------------------- | -------- | ------ |
| 第1話                                                      | 4/19   | この店は最低だ   | 人生で起こることは、すべて、皿の上でも起こる。                        | 鈴木雅之 | 19.0%  |
| 第2話                                                      | 4/26   | 復活への第一歩   | 人は皆、神が作ったギャルソンである。                                  | 河野圭太 | 14.9%  |
| 第3話                                                      | 5/3    | ヤメてやる、今夜 | 人生で大事なことは、何を食べるか、ではなく、 どこで食べるか、である。 | 鈴木雅之 | 12.6%  |
| 第4話                                                      | 5/10   | 偽りの料理の鉄人 | 人生とオムレツは、タイミングが大事。                                  | 河野圭太 | 20.4%  |
| 第5話                                                      | 5/17   | 奇跡の夜         | 奇跡を見たければ、その店へ行け。                                      | 鈴木雅之 | 18.4%  |
| 第6話                                                      | 5/24   | 一晩だけの支配人 | トマトに塩をかければ、サラダになる。                                  | 河野圭太 | 14.9%  |
| 第7話                                                      | 5/31   | 笑わない客       | 歴史は、鍋で作られる。                                                | 鈴木雅之 | 17.5%  |
| 第8話                                                      | 6/7    | 恋をしたシェフ   | 最高のシェフは、恋をしたシェフ。                                      | 河野圭太 | 16.4%  |
| 第9話                                                      | 6/14   | 長い厄年の終り   | まずい食材はない。まずい料理があるだけだ。                            | 鈴木雅之 | 16.2%  |
| 第10話                                                     | 6/28   | 去る者、残る者   | 若者よ、書を捨て、デザートを頼め。                                    | 河野圭太 | 18.7%  |
| 最終第11話                                                 | 7/5    | 奇跡             | 人生で起こることは、すべて、皿の上でも起こる。                        | 鈴木雅之 | 19.6%  |
| 平均視聴率 17.1%（視聴率は関東地区・ビデオリサーチ社調べ） |        |                  |                                                                       |          |        |

- 本来第10話の放送は6月21日の予定だったが、同日午前11時45分に発生した函館空港の全日空857便ハイジャック事件の報道番組が臨時で放送されたため第10話と最終第11話の放送日が1週ずつ延期になった。

特別編（全11話までのダイジェスト）
| 放送日         | サブタイトル               | ミッシェル・サラゲッタのコメント               | 演出     |
| -------------- | -------------------------- | ---------------------------------------------- | -------- |
| 1995年12月31日 | それはまた別の話スペシャル | 人生で起こることは、すべて、皿の上でも起こる。 | 河野圭太 |

## 受賞
- 第5回ザテレビジョンドラマアカデミー賞[4][5]
  - 最優秀作品賞
  - 主演男優賞（松本幸四郎）
  - 助演男優賞（西村雅彦）
  - 助演女優賞（山口智子）
  - 脚本賞（三谷幸喜）
  - 監督賞（鈴木雅之、河野圭太）
  - キャスティング賞

## 製作
『王様のレストラン』というタイトルは、ドラマ『天皇の料理番』（1980年、TBS）からヒントを得たものである（店名の「La Belle Équipe」（フランス語で「良き仲間」の意味は前述の同名映画から）。ちなみに『天皇の料理番』は同じく関口静夫プロデューサー（当時テレパック）が制作に携わった作品でもある。
三谷幸喜によると、本作は「フレンチレストランを舞台に『がんばれベアーズ』がやりたい」として発注を受けた。
三谷は作品を制作するに当たって制約条件を自ら課することを好み、本作品では話が全てレストランの中で完結することを制約条件としている。
第8話「恋をしたシェフ」は、千石役の松本幸四郎が同時期に出演していた舞台の関係でどうしても出演が難しく、苦肉の策で「千石はしずかの為に外出していた」というプロットが作り出された。

### キャスティング
前年のテレビドラマ『警部補 古畑任三郎』の成功により、この作品から三谷自身の発言権が増え、キャスティングに際して三谷の希望がかなり取り入れられたという。
そのため松本幸四郎、筒井道隆、山口智子、鈴木京香といった有名俳優の他、西村雅彦、小野武彦、梶原善、白井晃、伊藤俊人、田口浩正といった実力派の舞台役者が出演し、話題になった。
音楽は服部隆之が担当した。これが三谷・服部コンビによる最初の作品となった。恋愛に重点をおかず、ほとんどがレストランの中に限定された舞台設定は放映当時のドラマとしては珍しかった。
重厚なストーリーを出すために、ナレーションを取り入れた。ナレーションは、暖かいほのぼのした語り口の森本レオが担当した。
ちなみにこのドラマの主題歌である「Precious Junk」は、当時まだ無名だった平井堅のデビュー曲でもあった。毎回のエンディングに流されていたこの曲だが、後の平井との対談で三谷は当初ドラマのイメージと全く異なる楽曲であったと平井に話している。また、曲のサビ入り部分でのカットに毎回の放映時、誰が映るのか、キャストの間でちょっとした話題になっていたとも話している。

### 劇中の料理
料理監修は服部幸應が担当した。登場する料理も話題になり、特に店のスペシャリティとして登場する「オマール海老のびっくりムース」は、実際に料理を担当した吉野好宏シェフがオーナーをつとめる「シャンドマルス」（東京渋谷）で実際に味わうことができた（現在は閉店）。
東急東横線の学芸大学駅そばの「ビストロ・ボア・ド・ブルー」にて「王様のレストランコース」というコースが用意されていた。だが、こちらも現在は閉店し味わうことはできない。この「王様のレストランコース」（要・予約 一人前7,000円）では、「オマール海老のびっくりムース」と「サーモンの臓物パイ（実際には入手困難なため臓物は使用せず、エスカルゴを中心にした食材を採用していた）」のいずれかをセレクトできた。また、店内には、劇中で使われた小道具（ベルエキップの門にあった紋章・しずかが身に付けていた時計など）と、キャストのサイン、写真などが飾られた専用コーナーも用意されていた。

### レギュラーの名前の由来
禄郎と千石の関係を義経と弁慶の関係になぞらえており、鎌倉幕府草創期の幕府関係者の苗字や名をモチーフとして使っている。
千石武
戦国（せんごく）時代の武士（TVガイド1995年5月12日号46ページより）。武蔵坊弁慶は京で千本の太刀を奪おうと悲願を立て道行く人を襲い帯刀する武者と決闘した（DVD版特典にて三谷幸喜の話より）。
なお、武蔵坊弁慶は9代目 松本幸四郎をはじめとする高麗屋のお家芸で、勧進帳は不世出の弁慶役者といわれた祖父7代目 松本幸四郎・父8代目 松本幸四郎らも数多く演じている演目である。
原田禄郎
源義経の通称・九郎（くろう）と、「源」の旁である「原」。
磯野しずか
源義経の妾である静御前（しずかごぜん）と、静御前の母磯禅師（いそのぜんじ）。
三条政子
源義経の兄源頼朝の継室北条政子。
水原範朝
「源」より「さんずい」と「原」と、源義経の兄である頼朝と範頼から1字ずつを用いて範朝。
梶原民生
梶原景時の梶原。
稲毛成志
稲毛重成の稲毛。作中で稲毛と畠山は不仲な設定だが、歴史上での稲毛は畠山の謀殺に加わっている。
大庭金四郎
大庭景義の大庭。
和田一
和田義盛の和田。
畠山秀忠
畠山重忠の畠山。
佐々木教綱
佐々木高綱の佐々木。
デュヴィヴィエ
デュヴィヴィエは、店名の由来となった映画『我等の仲間』（原題：La Belle Équipe）の監督ジュリアン・デュヴィヴィエから。なお、作中では店名の「La Belle Équipe」の意味を「良き友」と説明している。

## ビデオ・DVD・Blu-ray
「王様のレストラン」(1 - 4)（1995年10月20日）
4巻別売のVHS。
「王様のレストラン DVD-BOX」（2003年9月3日）
4巻組のDVD-BOX。
特典として、「三谷幸喜と出演者」のオーディオコメンタリーを収録している。
オーディオコメンタリーの登場人物は下記の通り。
第一話 三谷幸喜　松本幸四郎
第二話 三谷幸喜　筒井道隆
第三話 三谷幸喜　筒井道隆　西村雅彦
第四話 三谷幸喜　白井晃　田口浩正
第五話 三谷幸喜　小野武彦　梶原善
第六話 三谷幸喜　小野武彦　白井晃
第七話 三谷幸喜　鈴木京香
第八話 三谷幸喜　山口智子
第九話 三谷幸喜　鈴木京香　西村雅彦
第十話 三谷幸喜　梶原善　田口浩正
最終話 三谷幸喜　松本幸四郎　山口智子
- 梶原善はこの収録のために、留学先のアメリカから一時帰国、翌日とんぼ返りしたという。
- 白井晃は『オケピ!（再演）』の大阪公演の休演日に、東京まで戻って収録に参加した。

「王様のレストラン Blu-ray BOX」（2015年1月21日）
3巻組のBlu-ray BOX。
特典はDVD-BOXと同内容を収録。